# Бирюков, Николай Иванович (политработник)
Никола́й Ива́нович Бирюко́в (10 августа 1901, Воронеж — 1 января 1974, Москва) — советский военный политработник, генерал-полковник танковых войск (1944).

## Биография
Николай Бирюков родился 10 августа 1901 года в г. Воронеже в семье железнодорожника. С 14 лет работал слесарем в депо Воронежского железнодорожного узла.
В Красной Армии с 1921 года. Член ВКП(б) с 1925 года. Окончил 27-е Орловские пехотные курсы (1922), повторные курсы при Московской пехотной школе (1927), курсы «Выстрел» (1931).
В 1922—1931 — на командной и политической работе в РККА (командир отделения, старшина роты, командир взвода, командир роты, командир батальона, инструктор политотдела дивизии).
С апреля 1931 — преподаватель танковой школы им. М. В. Фрунзе. С мая 1935 — помощник начальника сектора в Командном управлении Главного Управления РККА.
С февраля 1935 — командир и военный комиссар 219-го стрелкового полка, затем в распоряжении Управления по командному и начальствующему составу РККА.
В 1938 окончил Военно-политическую академию имени В. И. Ленина.
с июля 1938 — член Военного совета 2-й армии. С августа 1938 — член Военного Совета 1-й Отдельной Краснознамённой армии.
На XVIII съезде ВКП(б) в марте 1939 года был избран кандидатом в члены ЦК ВКП(б).
В 1939 принимал участие в боевых действиях на р. Халхин-Гол в Монголии в качестве члена Военного совета фронтовой группы войск.
С июня 1940 по февраль 1941 — член Военного совета Дальневосточного фронта.

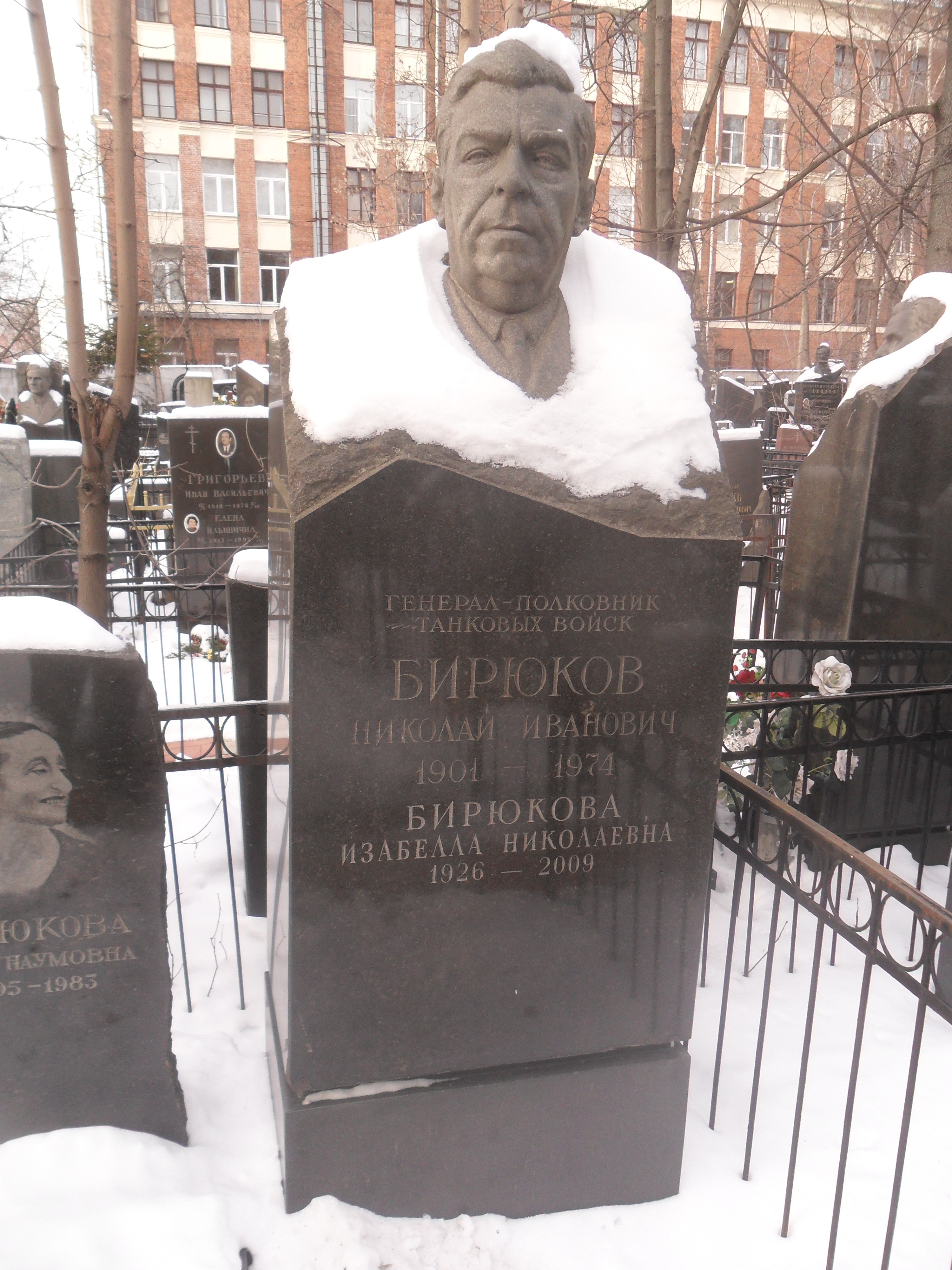
Могила Бирюкова на Введенском кладбище Москвы.

В феврале 1941 снят с должности члена Военного Совета фронта, а на XVIII конференции ВКП(б) (февраль 1941) выведен из состава кандидатов в члены ЦК ВКП(б) «как необеспечивший выполнение обязанностей кандидата в члены ЦК ВКП(б)».
В апреле 1941 года Николай Иванович Бирюков назначен с понижением членом Военного Совета 3-й армии Западного Особого военного округа.
В июне-июле 1941 года вместе с командующим 3-й армией генерал-лейтенантом В. И. Кузнецовым с боями вывел из окружения 498 вооружённых красноармейцев и командиров частей 3-й армии и организовал выход из окружения 108-й и 64-й стрелковых дивизий. В связи с этим был упомянут в качестве положительного примера в Приказе Ставки Верховного Главного Командования Красной Армии от 16 августа 1941 г. № 270 «Об ответственности военнослужащих за сдачу в плен и оставление врагу оружия».
С августа 1941 года — член Военного Совета Главного автобронетанкового управления Красной Армии, с 1943 — член Военного совета бронетанковых и моторизованных войск Красной Армии (БТ и МВ). На этой должности руководил формированием танковых и механизированных частей Красной Армии. С июня 1946 по апрель 1949 года — заместитель по политчасти Командующего войсками Управления бронетанковых и механизированных войск Советской армии.
В 1951 окончил Военную академию Генерального Штаба ВС СССР.
В 1951—1954 — командующий БТ и МВ 3абайкальского военного округа.
С 1954 года в отставке по состоянию здоровья.
Умер 1 января 1974 года. Похоронен на Введенском кладбище (уч. 29).

## Воинские звания
- Батальонный комиссар (12 января 1936)
- Полковой комиссар (7 июня 1938)
- Бригадный комиссар (31 июля 1938)
- Дивизионный комиссар (7 сентября 1938)
- Корпусной комиссар (9 февраля 1939)
- Армейский комиссар 2-го ранга (20 июня 1940)
- Генерал-лейтенант танковых войск (6 декабря 1942)
- Генерал-полковник танковых войск (24 апреля 1944)

## Награды
- Два ордена Ленина (10.11.1942; 05.11.1946)
- Два ордена Красного Знамени (03.11.1944; 19.11.1951)
- Орден Суворова I степени (08.09.1945)
- Орден Кутузова I степени (27.09.1944)
- Орден Отечественной войны I степени (24.01.1944)
- Два ордена Красной звезды (22.02.1938; 29.08.1939)
- медаль «За оборону Москвы» (1942)
- ряд других медалей СССР

Иностранные награды:
- Орден «Крест Грюнвальда» I степени (ПНР)
- Орден Красного Знамени (МНР)

## Сочинения
Бирюков Н. И. Танки — фронту! Записки советского генерала. — Смоленск: Русич, 2005. — 480 с. — (Мир в войнах). — 4000 экз. — ISBN 5-8138-0661-X.